# Escuela Quiteña

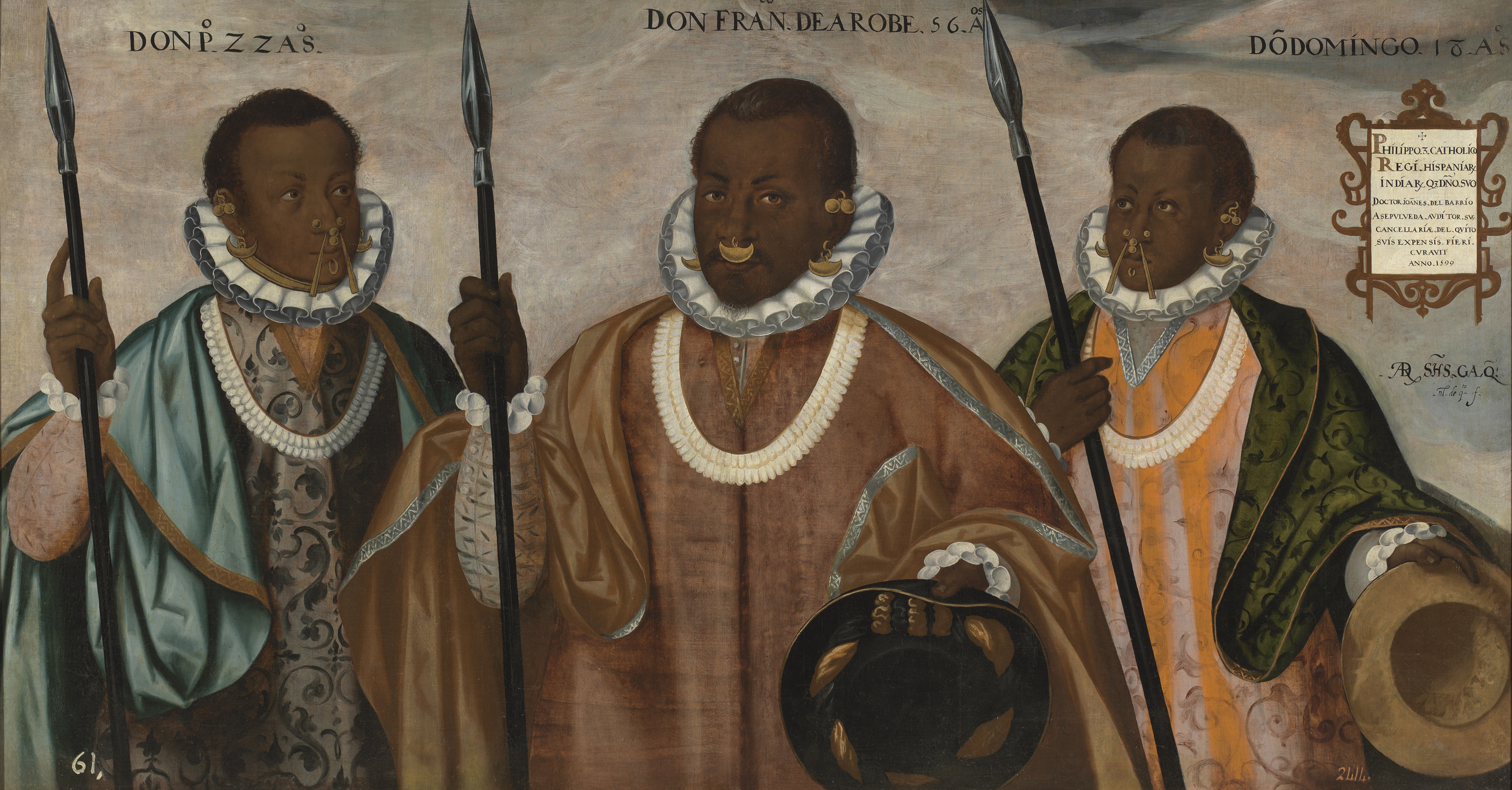
Los Negros de Esmeraldas. Andrés Sánchez de Gallque,. Museo de América, Madrid.

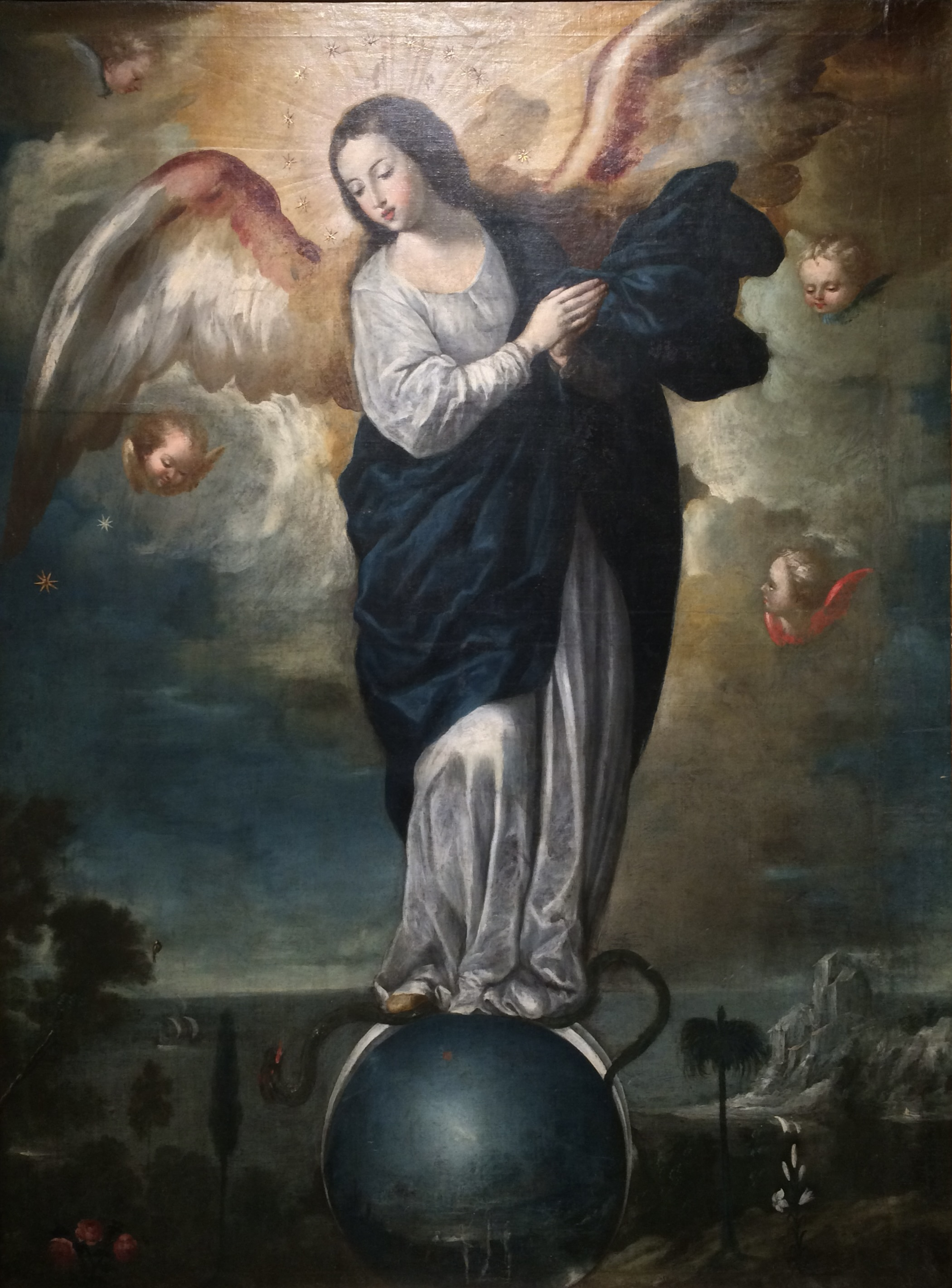
Virgen alada. Miguel de Santiago,. MuNa, Quito.

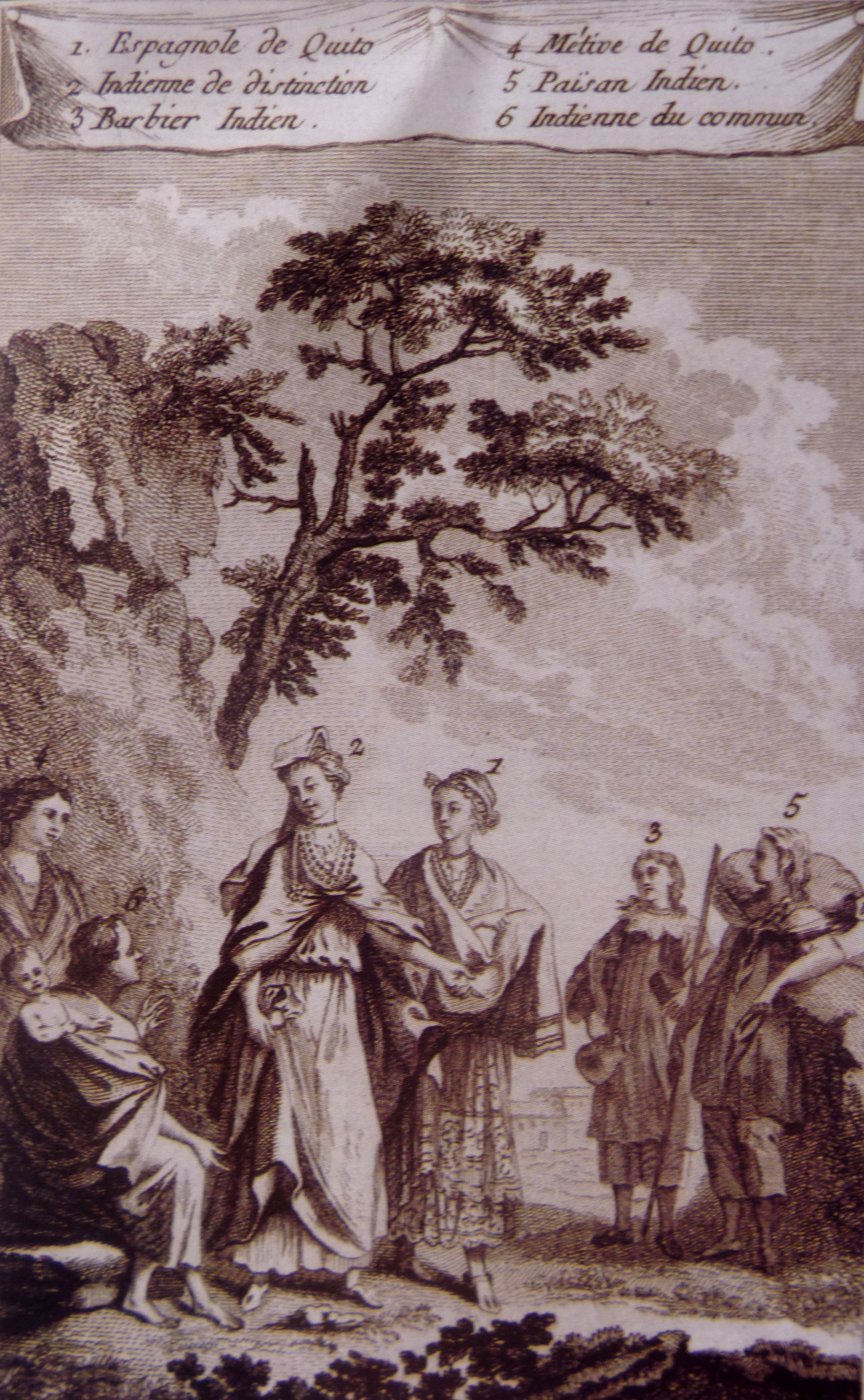
Dama principal de Quito y su corte. Anónimo,.

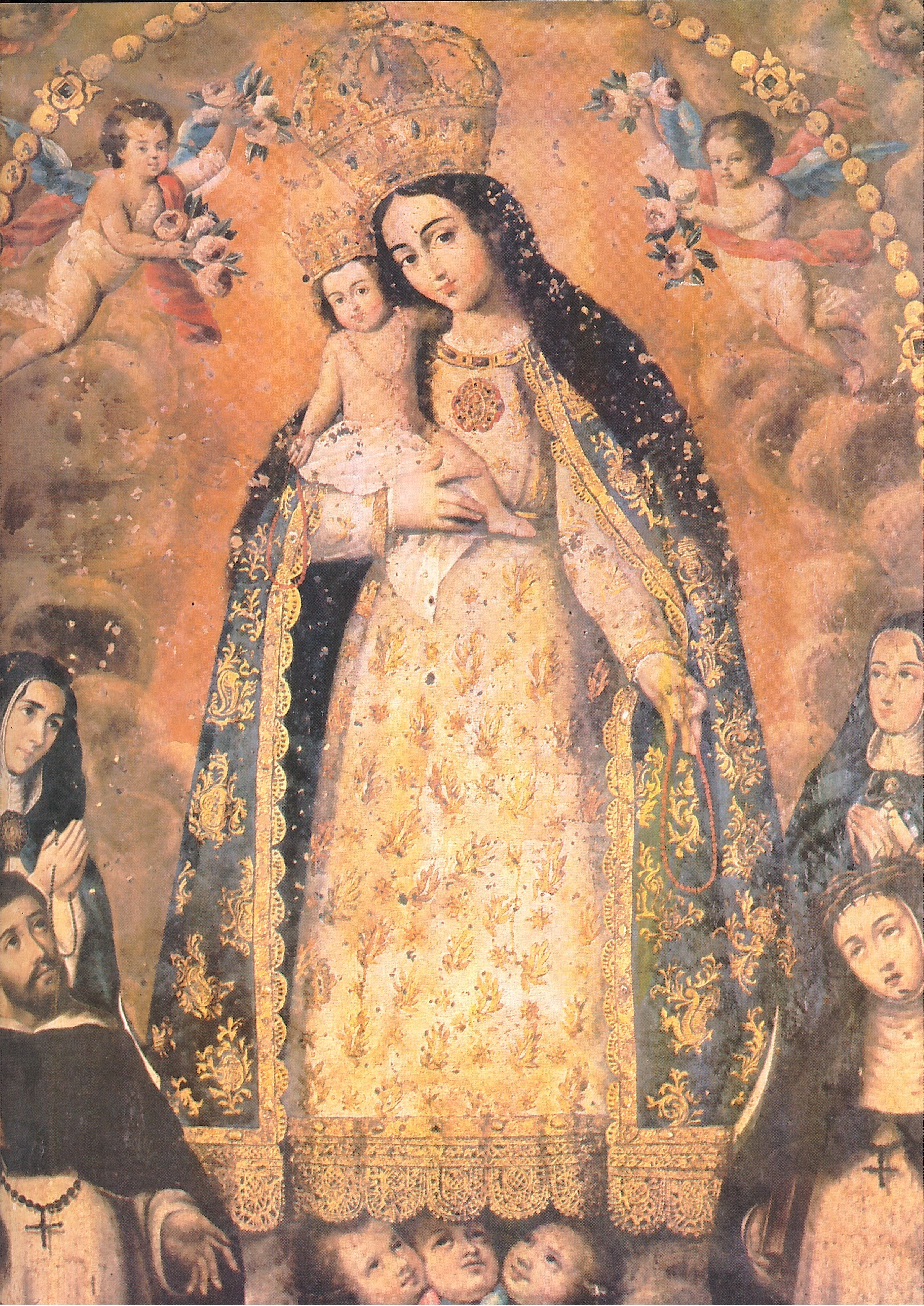
Virgen del Rosario. Anónimo,.

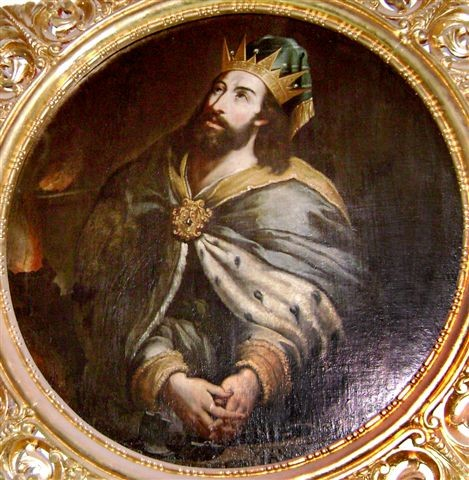
Rey Manassés. Nicolás Javier Goríbar,.

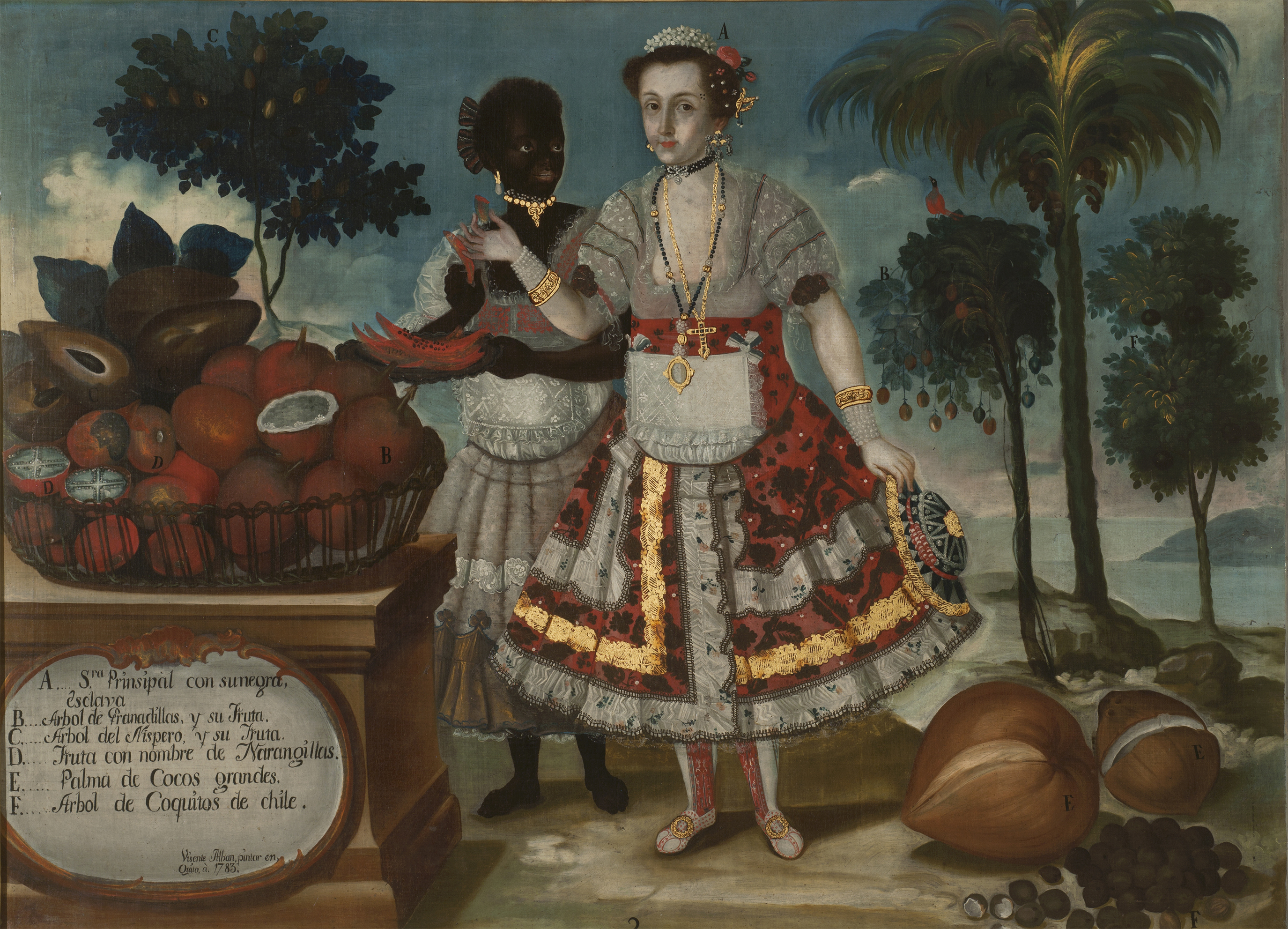
Retrato de señora principal quiteña con su negra esclava. Vicente Albán,.

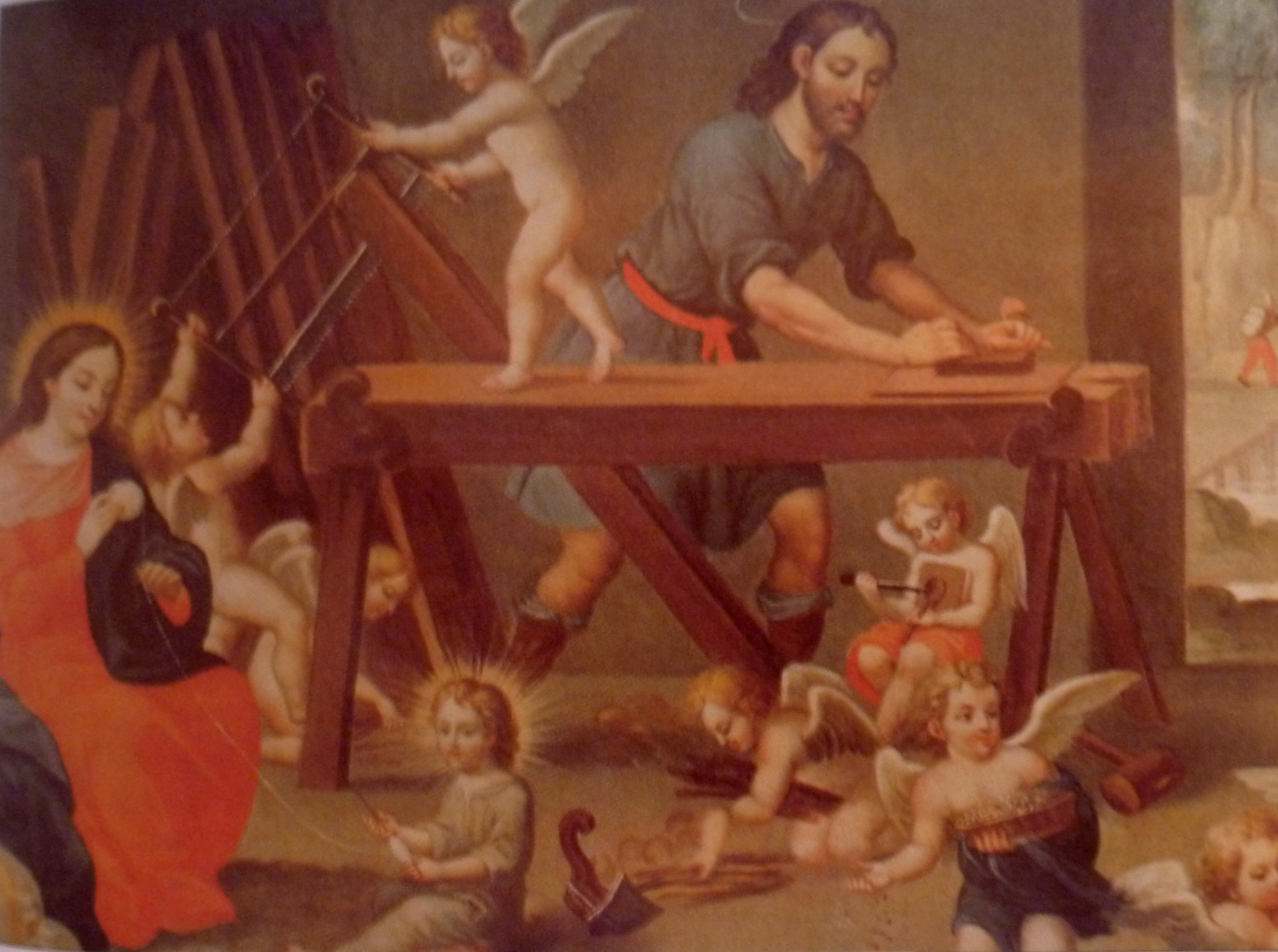
Taller de San José. Miguel de Samaniego,.

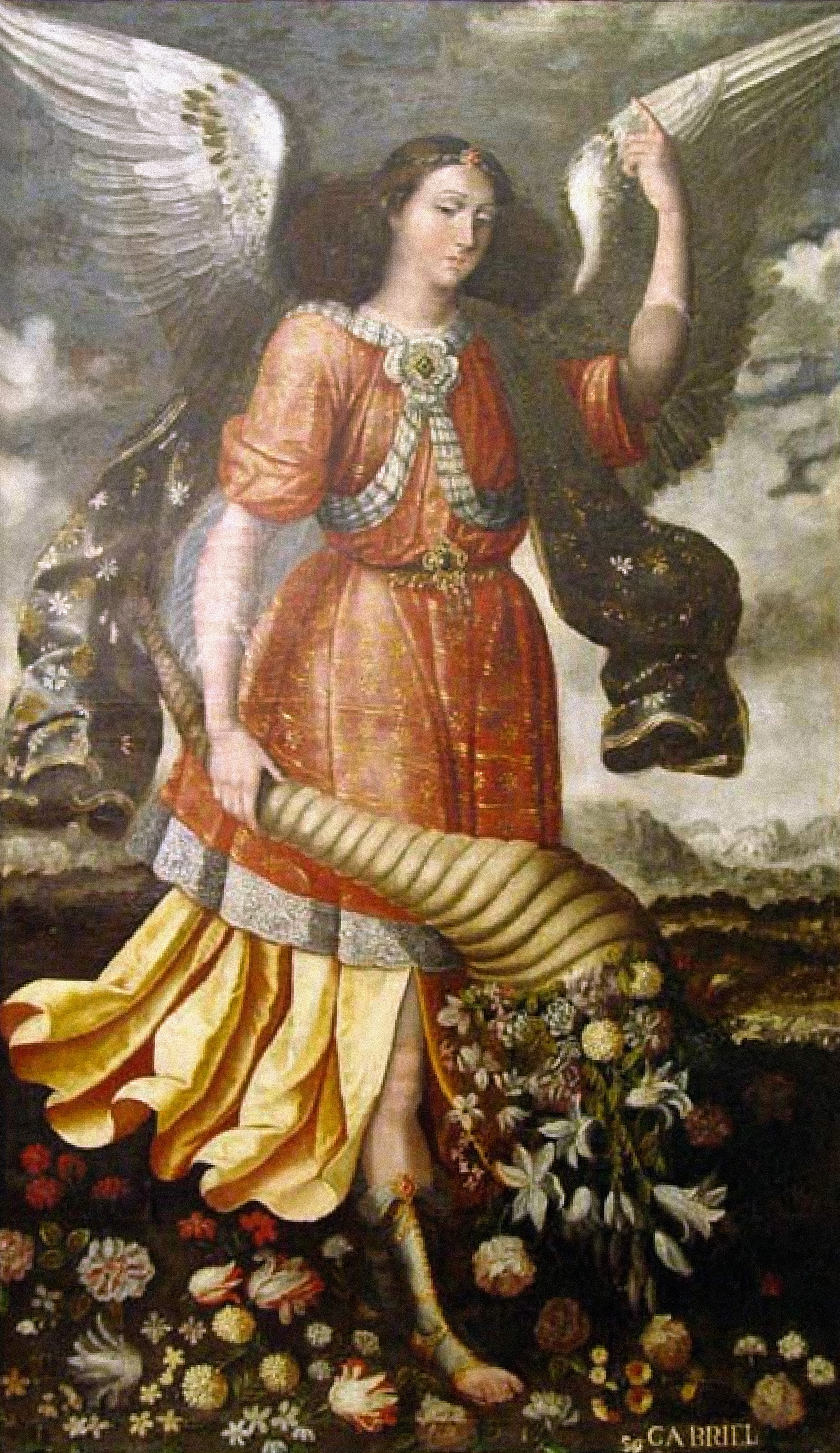
Arcangel Gabriel. Autora Isabel de Santiago,.

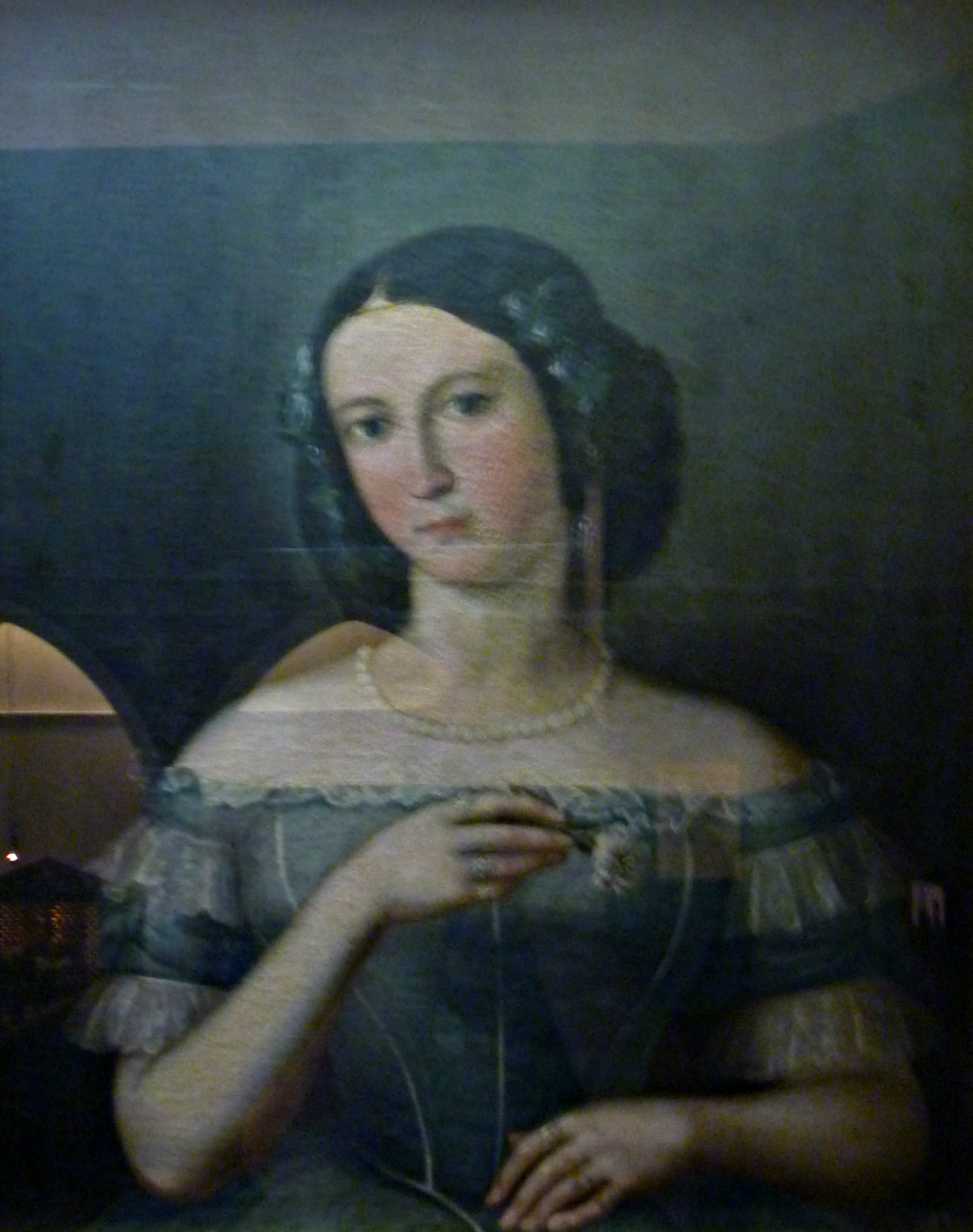
Dama quiteña. Autor desconocido,.

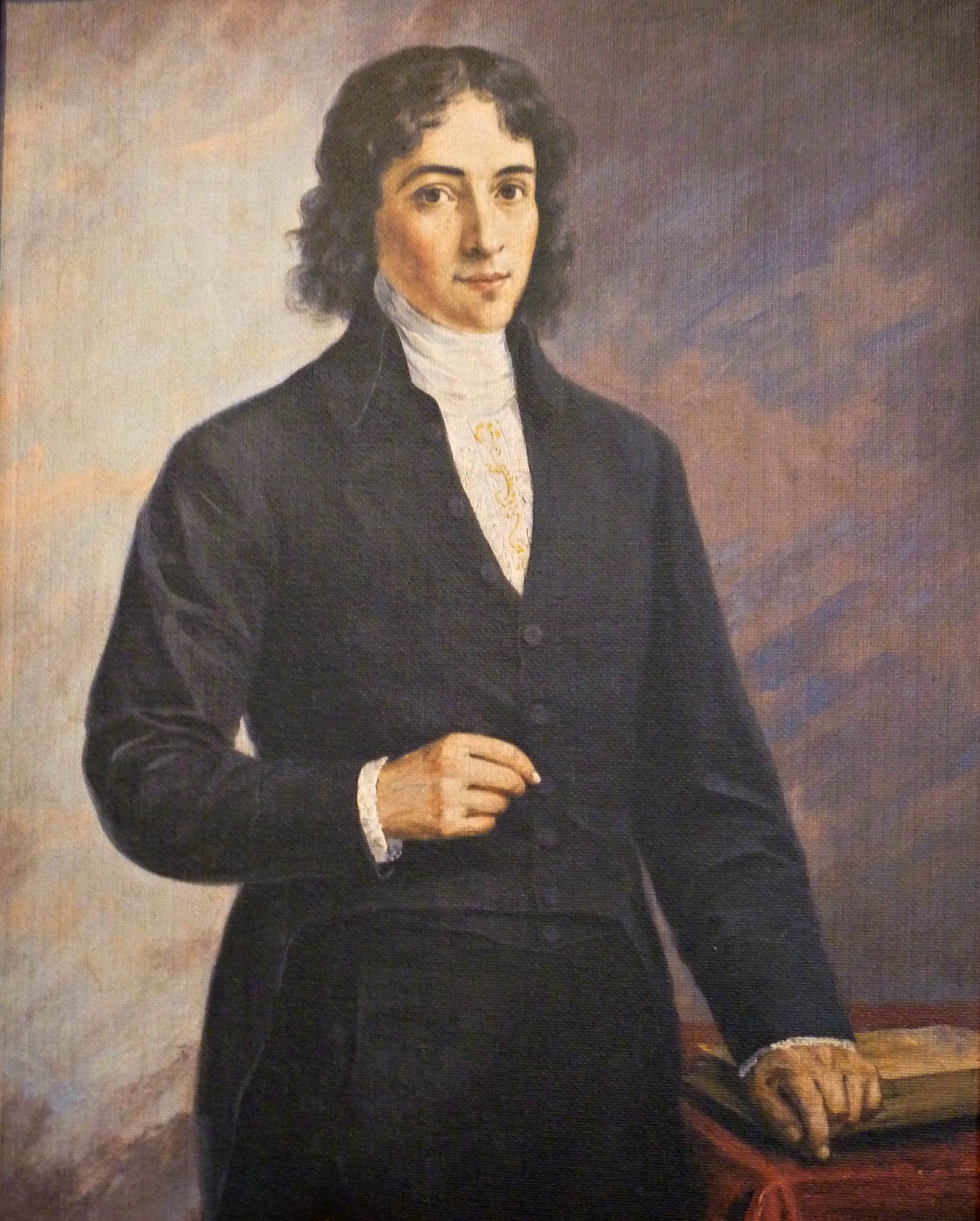
Retrato de José Mejía Lequerica. Autor desconocido,.

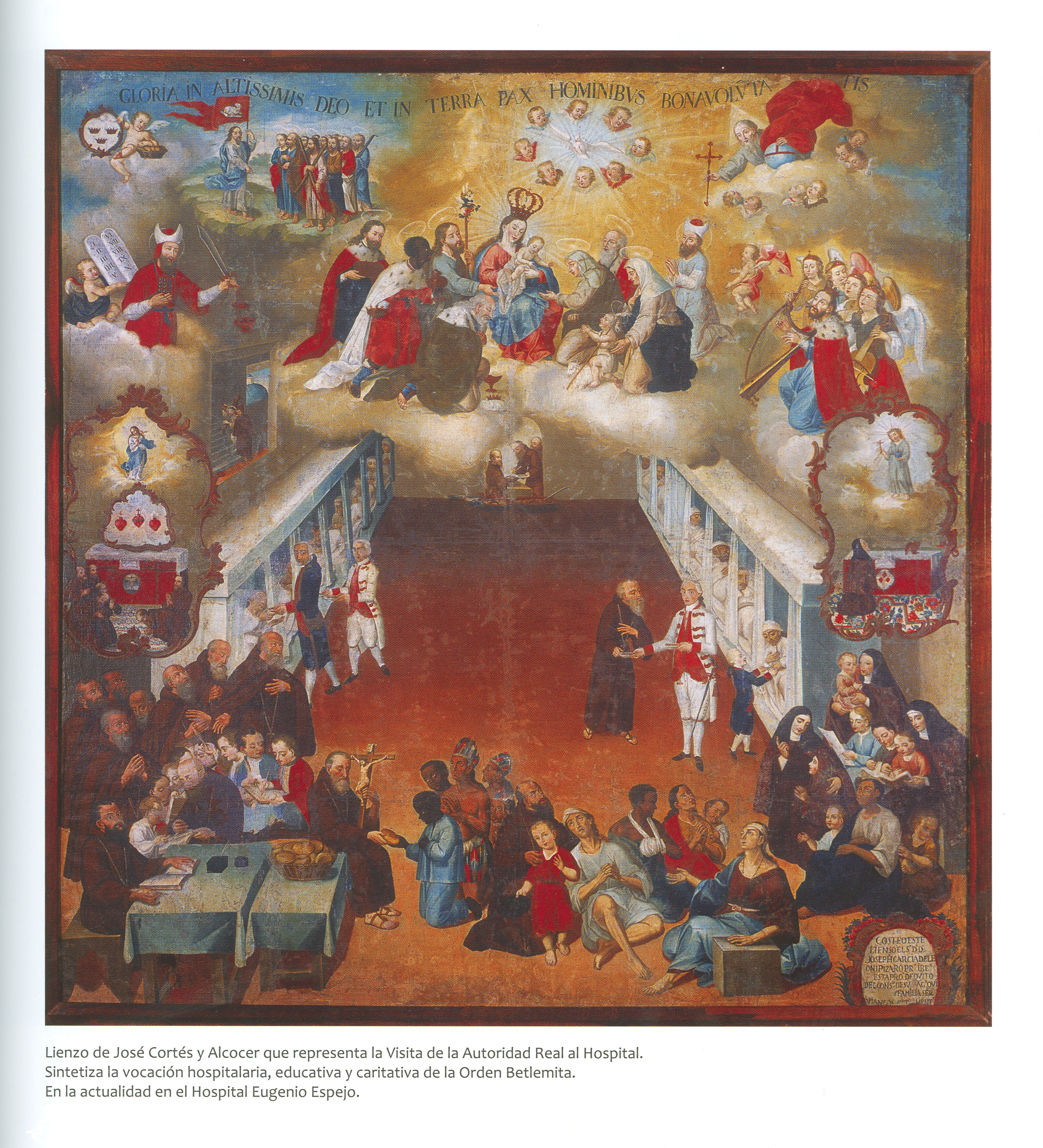
Betlemitas del San Juan de Dios. José Cortés Alcocer,.

La Escuela quiteña es como se  llamó al conjunto de manifestaciones artísticas y de artistas que se desarrolló en el territorio de la Real Audiencia de Quito, desde Pasto y Popayán por el norte hasta Piura y Cajamarca por el sur en la Intendencia de Trujillo, durante el Virreinato del Perú (segunda mitad del siglo XVI, XVII, XVIII y primer cuarto del siglo XIX); es decir durante la dominación española (1542-1824).
La Escuela Quiteña alcanzó su época de mayor esplendor entre los siglos XVII y XVIII, llegando a adquirir gran prestigio entre las otras colonias americanas e incluso en la corte española de Madrid. También se la considera como una forma de producción y fue una de las actividades más importantes desde el punto de vista económico en la Real Audiencia de Quito.
La fama de este movimiento alcanzó tanto prestigio, incluso en Europa, que se dice que el rey Carlos III, refiriéndose a la escuela quiteña y a uno de sus escultores en concreto, expresó: «no me preocupa que Italia tenga a Miguel Ángel, en mis colonias de América yo tengo al maestro Caspicara»

## Historia

### Origen
Tras la fundación de la ciudad en 1534 y el crecimiento de la primera generación de quiteños, se vio la necesidad de crear un sitio en el que estos pudiesen educarse correctamente. Es así que se encomienda esta labor al profesor Juan Griego, quien se encarga de enseñar a leer y escribir a los habitantes de la pequeña villa en una escuela que funcionaba en la Catedral debido a la falta de un lugar apropiado. En 1552 esta labor pasó a manos del Obispo de la comunidad franciscana, Francisco Morales, quien fundó el primer centro de educación formal llamado San Juan Evangelista.
Durante seis años el San Juan Evangelista fue un colegio de enseñanza práctica, donde además de leer y escribir se aprendía otras labores como usar el arado, sembrar semillas y hornear ladrillos. La institución estaba destinada de preferencia para los indígenas, mestizos y uno que otro criollo huérfano, los profesores eran religiosos y la enseñanza gratuita.
Al Colegio San Juan Evangelista le sucede entonces el de San Andrés (1565), nombre que se le dio para interesar al plantel al Virrey de Lima: don Andrés Hurtado de Mendoza, el cual intercede ante el Rey para que lo nombre Colegio de Patronazgo Real, es decir un colegio oficial de su majestad. El monarca accede a la petición y emite el siguiente decreto, con el que se forma oficialmente el Colegio y se detalla su forma de financiamiento:

Don Felipe, por la Gracia de Dios, Rey de Castilla, de León, de Aragón, etc. 
 A vos los Oficiales de la nuestra Hacienda de la Ciudad de San Francisco del Quito de los nuestros Reinos e Provincias del Perú: Salud e Gracia. Sabed que el Capitán Rodrigo de Salazar en nombre del Consejo, Justicia y Regimiento de esa Ciudad, nos ha hecho relación que en ella está fundado un Colegio de los Indios naturales de la advocación de San Andrés, de que Nos (ambas majestades) somos patrón(es), en el cual los dichos naturales son enseñados en las cosas pertenecientes a su salvación e buena doctrina de letras, (artes) y muchas buena costumbres e habilidades para que puedan vivir cristiana y políticamente, de lo cual Nuestro Señor es muy servido, y es gran reparo para los indios pobres de esa Provincia, para el sustento del cual dicho Colegio e para que fuese en aumento tan buena obra, el Marqués de Cañete Nuestro Visorrey que fue de los dichos nuestros reinos señala al dicho Colegio los tributos del repartimiento de indios de Pusculquí y Pircupuro, por tiempo de cuatro años que estaban vacos y en nuestra cabeza, que valían trescientos pesos por cada un año; con lo cual se comenzaba a sustentar los dichos naturales e que a causa de haberse encomendado el dicho repartimiento de indios a Francisco Ponce Vecino de esa Ciudad, el dicho Colegio os ha quedado de todo punto (muy) pobre y en condición de se deshacer; lo cual si no se remediase (a tiempo) se perdería una muy buena obra con la cual la dicha Ciudad es ennoblecida, además de que los dichos (indios) naturales se volverían a sus antiguas costumbres, e nos suplicó que, teniendo consideración a lo susodicho, hiciésemos alguna merced al dicho Colegio con que se pudiese sustentar (de cada oficio en sus enseñanzas, talleres y demás instrucciones); pues en conservar (esta) tan buena obra Nuestro Señor seria muy (bien) servido y nuestra Real conciencia descargada, o que sobre ello proveyésemos como la nuestra merced fuese; lo cual visto por los nuestros comisarios y del nuestro Consejo nombrado para el asiento de los dichos reinos, quietud e sosiego de ellos, beneficio público, bien de los conquistadores, pobladores e naturales de ellos (mismos) y beneficio de nuestra Real Hacienda que reside en la Ciudad de los Reyes , de los dichos nuestros Reinos, juntamente con el señalamiento, (aviso) y provisión  que el dicho Marqués de Cañete dio e hizo al dicho Colegio, de los tributos de los dichos indios, fue acordado, atento que por Nos se encomendaron de (obligado) señalar y librar al dicho Colegio, en la nuestra Caxa de la Ciudad de Quito, trescientos pesos ensayados por tiempo de tres años, y para ello mandar dar esta nuestra Carta para vos en la dicha razón , y Nos tuvimoslo por bien; por lo cual  a vos mandamos que de los (trescientos) pesos de oro que son e fueren a vuestro cargo de la cobranza de los tributos de repartimientos de indios (que se hayaren) vacos, e (si) no los habiendo de ellos (acumular, que fueren) de otros cualesquier (repartimiento) pertenecientes a nuestra Hacienda, deis y entreguéis a la persona que tuviere cargo del dicho Colegio, por tiempo de tres años primeros siguientes, que corran y se cuenten desde el día de la data de esta nuestra carta en adelante, hasta ser cumplidos en cada uno de ellos trescientos pesos de plata ensayada e marcada, de valor  cada uno de los cuatrocientos y cincuenta maravedíes, de los cuales hacemos merced al dicho Colegio para ayuda a la sustentación y edificio, de los cuales dichos trescientos pesos daréis e pagareis en cada un año de los dichos tres años e no más, hasta que por Nos otra cosa se provea y mande; que, dándonos y entregándolos a la persona a cuyo cargo fuere el dicho Colegio, tomando su carta de pago y esta nuestra carta o su traslado signado de Escribano, habiendo tomado la razón de ella Ortega de Melgosa, Administrador y Gobernador de la  nuestra Hacienda de los dichos nuestros Reinos, mandamos a vio sean recebidos e pasados en cuenta novecientos pesos de oro, que se montan en los dichos tres años, o la parte que de ellos les diéredes y pagáredes, y no fagades en (ser) des(le)al  (y no obedecerme) por alguna manera, so pena de la nuestra merced y de cada mil pesos de oro para nuestra Cámara y Fisco.
Cédula Real para la Audiencia de Quito (27 de Julio de 1562)

El Colegio de artes y oficios San Andrés inicia su vida con el siguiente profesorado:
| Nombre                    | Posición                       | Cátedra                                                     |
| ------------------------- | ------------------------------ | ----------------------------------------------------------- |
| Padre Juan Morales        | fundador                       | Custodio y guía                                             |
| Fray Jodoco Ricke         | fundador profesor              | pintura escultura                                           |
| Fray Pedro Gosseal        | profesor                       | pintura escritura apuntadores                               |
| Jorge de la Cruz Mitima   | arquitecto del templo profesor | labrado de piedra horneado de ladrillo construcción general |
| Francisco Morocho         | arquitecto del templo profesor | labrado de piedra horneado de ladrillo construcción general |
| Fraile Francisco Morillo  | profesor                       | gramática lectura escritura                                 |
| Fraile José de Villalobos | profesor                       | gramática lectura escritura                                 |

De entre ellos destacan en el tiempo dos: Jodoco Ricke y Pedro Gosseal, quienes transforman profundamente esta institución básica en el lugar donde se comenzaban a formar los primeros artistas indígenas y mestizos de la Escuela Quiteña. Mateo Mejía, en 1618, fue el primer alumno que empezó a destacarse por su obra y firmarla, algo que no era costumbre en la época.
Como expresión cultural, es el resultado de un dilatado proceso de transculturación entre lo aborigen y lo europeo y es una de las manifestaciones más ricas del mestizaje y del sincretismo, en el cual aparentemente la participación del indígena vencido es de menor importancia frente al aporte europeo dominante.

### sigloXVI
En este período aparecen los primeros exponentes de la Escuela Quiteña. En la arquitectura se levantan las primeras edificaciones de ladrillo en la ciudad, destacándose el conjunto de la Iglesia de San Francisco, que por su tamaño no encontraría rival en América. La pintura aún no despegaba del todo en esta época, por lo que es difícil encontrar un trabajo representativo, aunque ya se daban los primeros brochazos en libros musicales que se guardan en los templos. Aparece la primera cofradía de la ciudad, llamada Cofradía del Precisos Rosario de la Purísima Virgen María, iniciada por fray Pedro Bedón.
La escultura despega de la mano de la arquitectura, con representaciones sacras para las fachadas y altares de los templos. Destacan las figuras de La Santísima Trinidad, El Señor del Árbol, Nuestra Señora de La Merced y la Virgen del Quinche.
Los exponentes más importantes de esta época son:
- Jorge de la Cruz (arquitectura)
- Francisco Morocho (arquitectura)
- Fray Jodoco Ricke (pintura)
- Fray Pedro Gosseal (pintura)
- Fray Pedro Bedón (pintura)
- Andrés Sánchez Gallque (pintura)
- Juan José Vásquez (pintura)
- Luis de Ribera (pintura y escultura)
- Diego de Robles (escultura)
- Francisco Benítez (ebanistería)

### sigloXVII

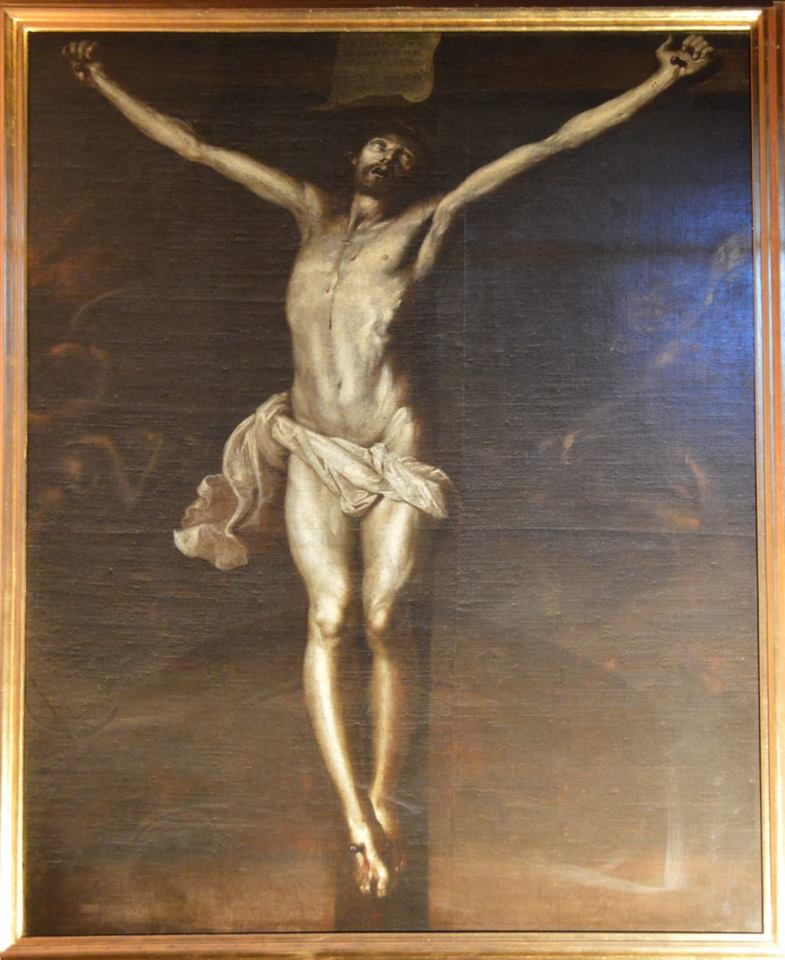
Cristo de la Agonía de Miguel de Santiago. Iglesia y convento de los descalzos, Lima.

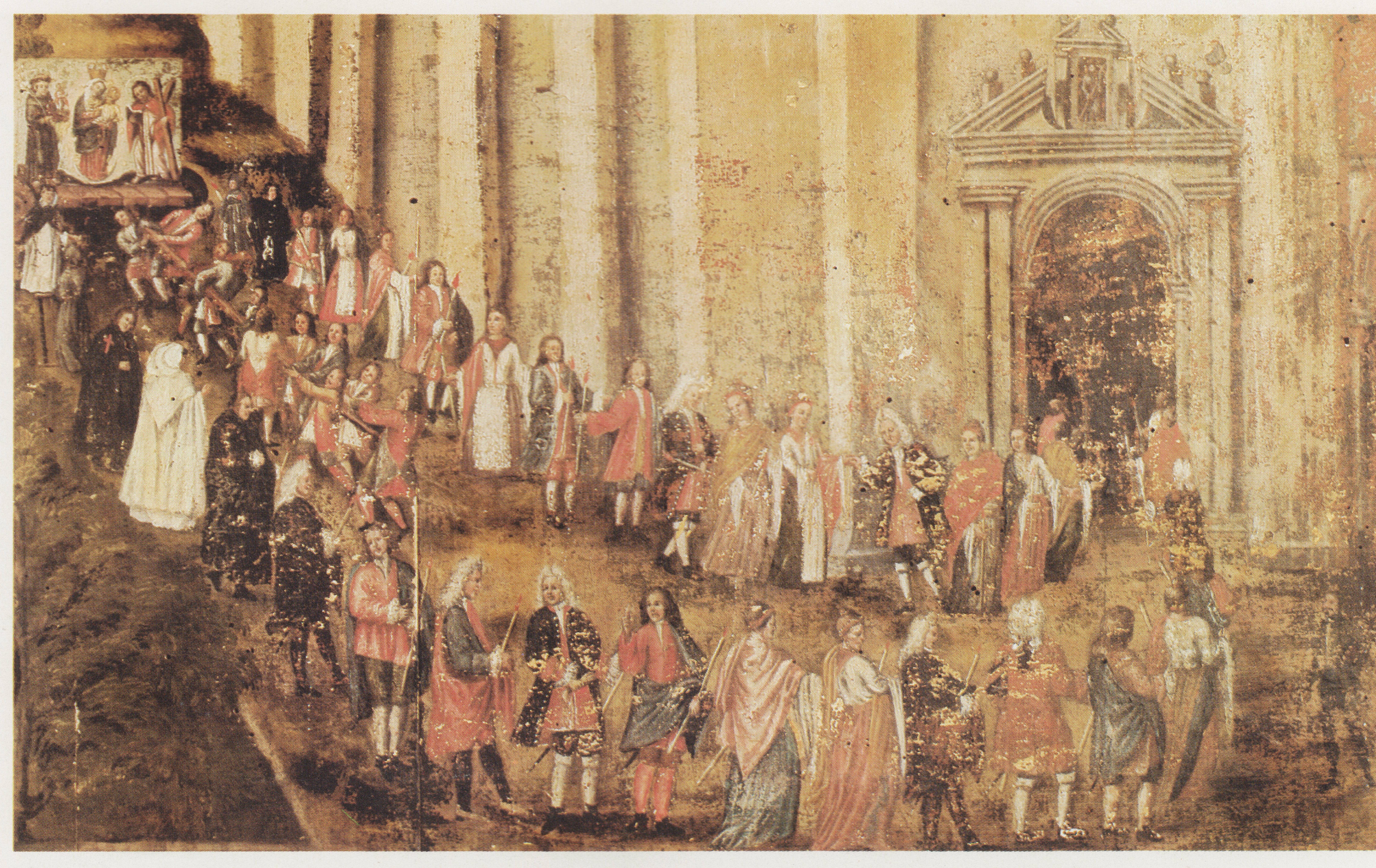
Procesión católica, en honor de la Virgen de Chiquinquirá, de esas que el Cabildo daba constancia en cada sesión semana a semana de trabajo público., cerca de 1720.Museo Iglesia San Francisco. Quito, Centro Histórico.

En esta época inicia la mayor producción de la Escuela Quiteña, reduciendo el protagonismo que la arquitectura había tenido durante el siglo anterior y enfocándose principalmente en la pintura. La arquitectura quiteña diecisetesca destaca por la construcción de monasterios y recoletas, entre los primeros se encuentran La Limpia Concepción, Santa Clara y Santa Catalina; mientras que entre los segundos encontramos San Diego, De la Peña de Francia y El Tejar.
En el campo de la pintura aparecen los primeros grandes maestros cuya fama trasciende las fronteras de la Audiencia, con trabajos que seguían la técnica del claroscuro europeo de la época. Obras pictóricas representativas de esta época son El Infierno y El Purgatorio, de Hernando de la Cruz; La Inmaculada Concepción, de Miguel de Santiago; Los Profetas, Los Reyes de Judá y La Virgen del Pilar, de Goríbar.
La escultura de este período destaca en la elaboración de retablos para las iglesias de la ciudad. Los adornos de estos son una serie de figuras salidas de la imaginación del artista donde se funden las representaciones de hojas, frutas como uvas, piñas, aguacate, chirimoyas, flores, con aquellas clásicas como columnas salomónicas de varias vueltas en espiral como las existentes en La Compañía y las columnas anilladas con coronas y complemento de pequeños nichos como los de San Francisco. Los retablos, al igual las obras escultóricas, fueron construidos con madera de cedro traída de los bosques cercanos a la ciudad. El acabado final era la aplicación de oro usando el dorado al óleo, técnica consistente en cubrir los objetos con aceite, extender color sobre el fondo y finalmente aplicar las láminas de oro; a este estilo corresponde las imágenes y relieves de los antiguos coros de Santo Domingo y San Francisco.
Los artistas más destacados de esta etapa de la Escuela Quiteña son:
- Fray Antonio Rodríguez (arquitectura)
- Hmno. Marcos Guerra (arquitectura y escultura)
- Padre Carlos (escultura)
- José Olmos -Pampite- (escultura)
- Hernando de la Cruz (pintura)
- Miguel de Santiago (pintura)
- Isabel de Santiago (pintura)
- Nicolás Javier Goríbar (pintura)

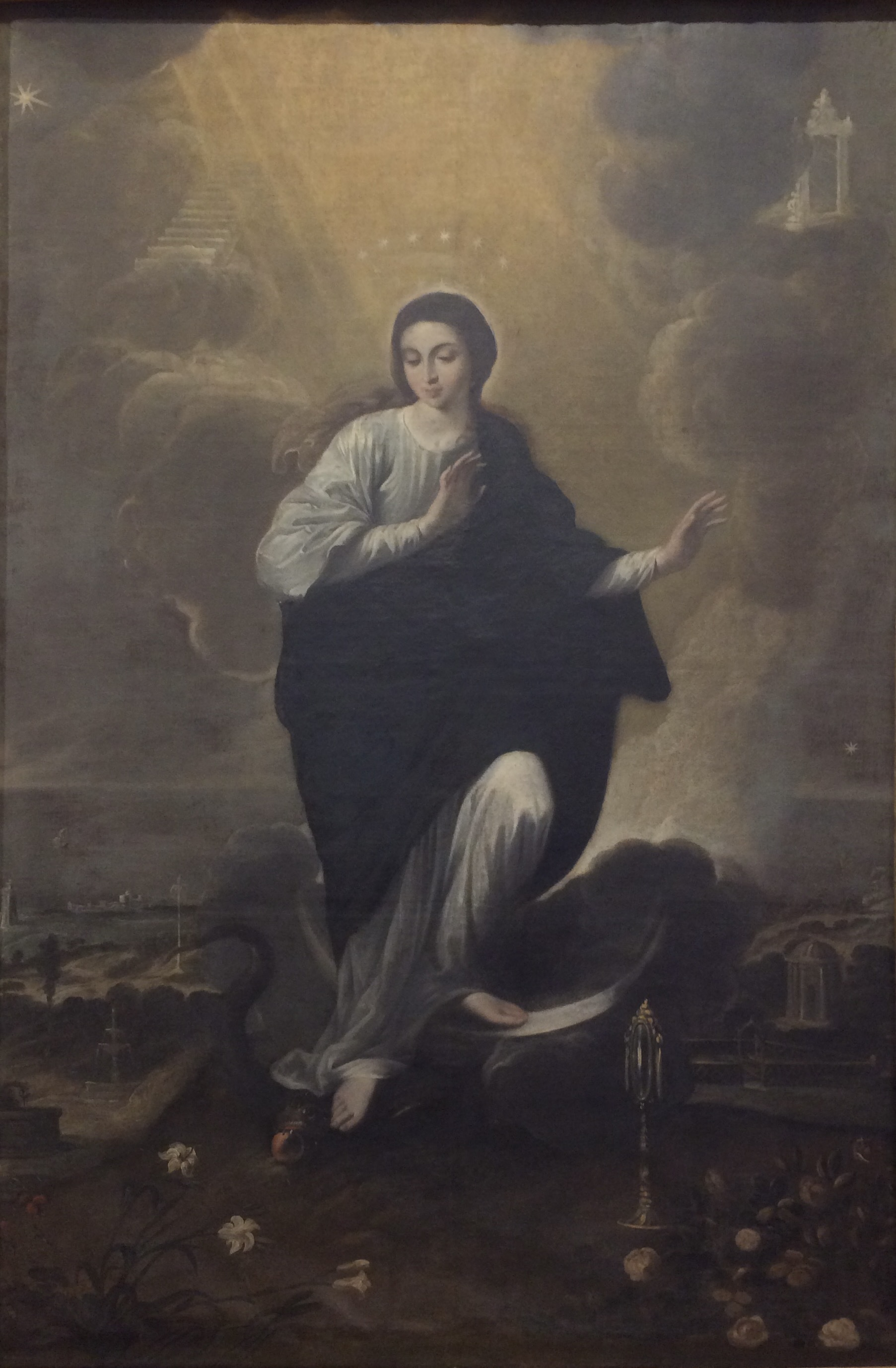
La Inmaculada, atribuida a Miguel de Santiago. Convento de San Agustín, Quito.
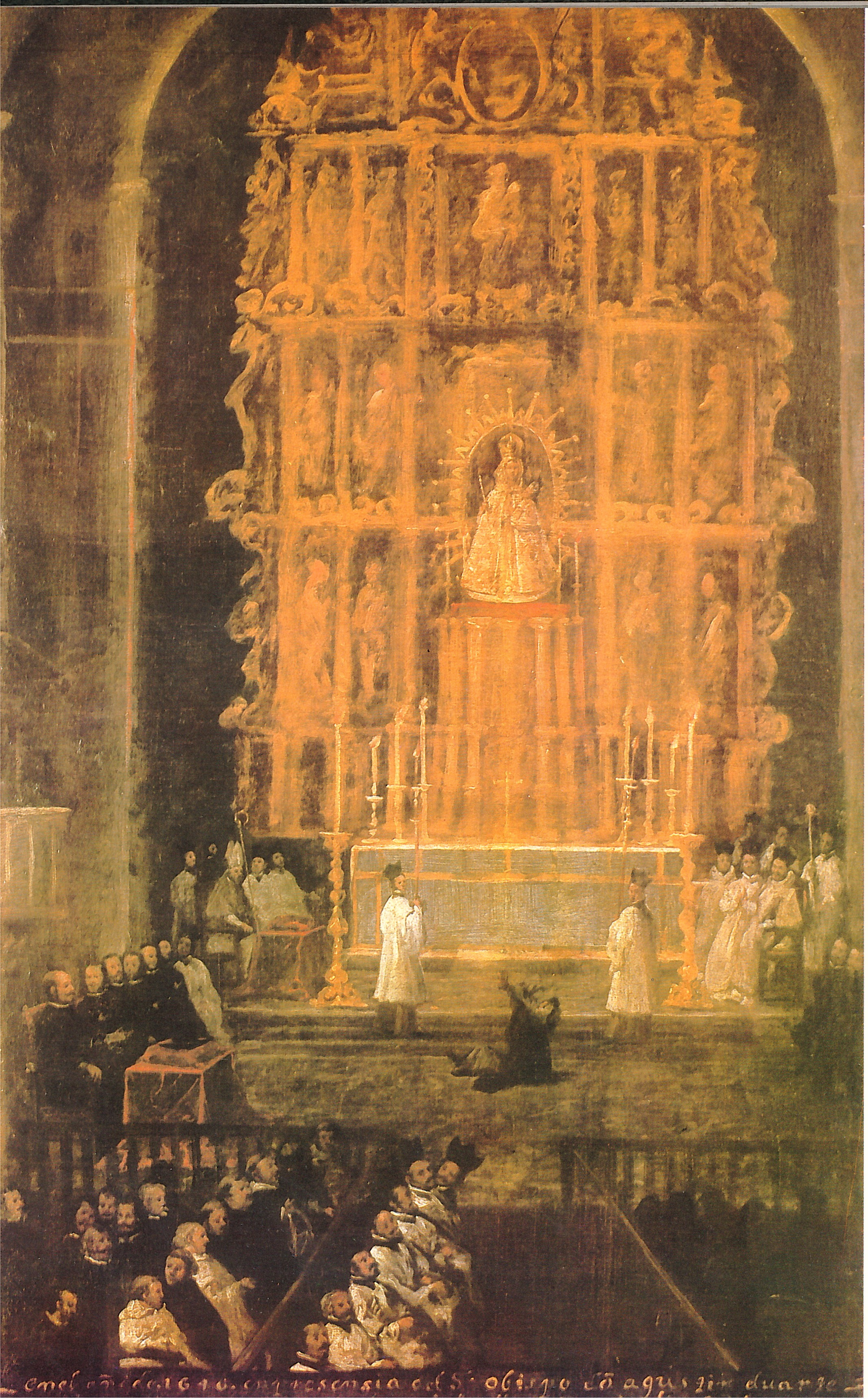
Espectáculo de india exorcizada en Guapulo. Miguel de Santiago, 1646. Santuario de Guápulo, Quito.

### sigloXVIII

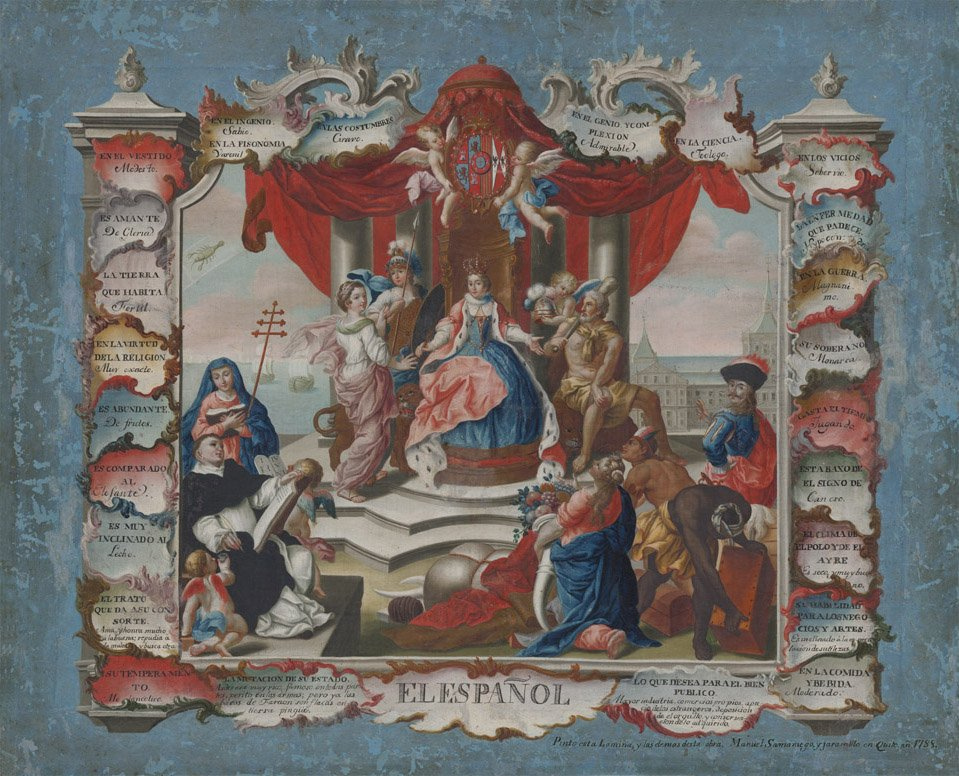
Pintura de la serie; Virtudes y defectos de los europeos, realizada hasta 1788 por el pintor de Quito Manuel de Samaniego y Jaramillo. Museo Jijón y Caamaño. Pontificia Universidad Católica del Ecuador. Quito, D.M.

Durante los años 1700 la producción de la Escuela Quiteña había alcanzado ya gran prestigio, no solo en las colonias americanas y España, sino en toda Europa. Durante este período se desarrolla con mayor importancia la escultura, destacando las figuras de las llamadas Vírgenes de Quito y Cristos crucificados. 
Importantes artistas representantes de este siglo son:
- Bernardo de Legarda (escultura)
- Manuel Chili conocido como Caspicara (escultura)
- Manuel de Samaniego (pintura)
- Vicente Albán (pintura)
- Francisco Albán (pintura)
- Sor María Estefanía Dávalos y Maldonado (pintura y escultura)
- Bernardo Rodríguez (pintura)
- Laureano Dávila (pintura)
- Fray Juan Albán (dibujo)
- Juan de Minuesca (platería)

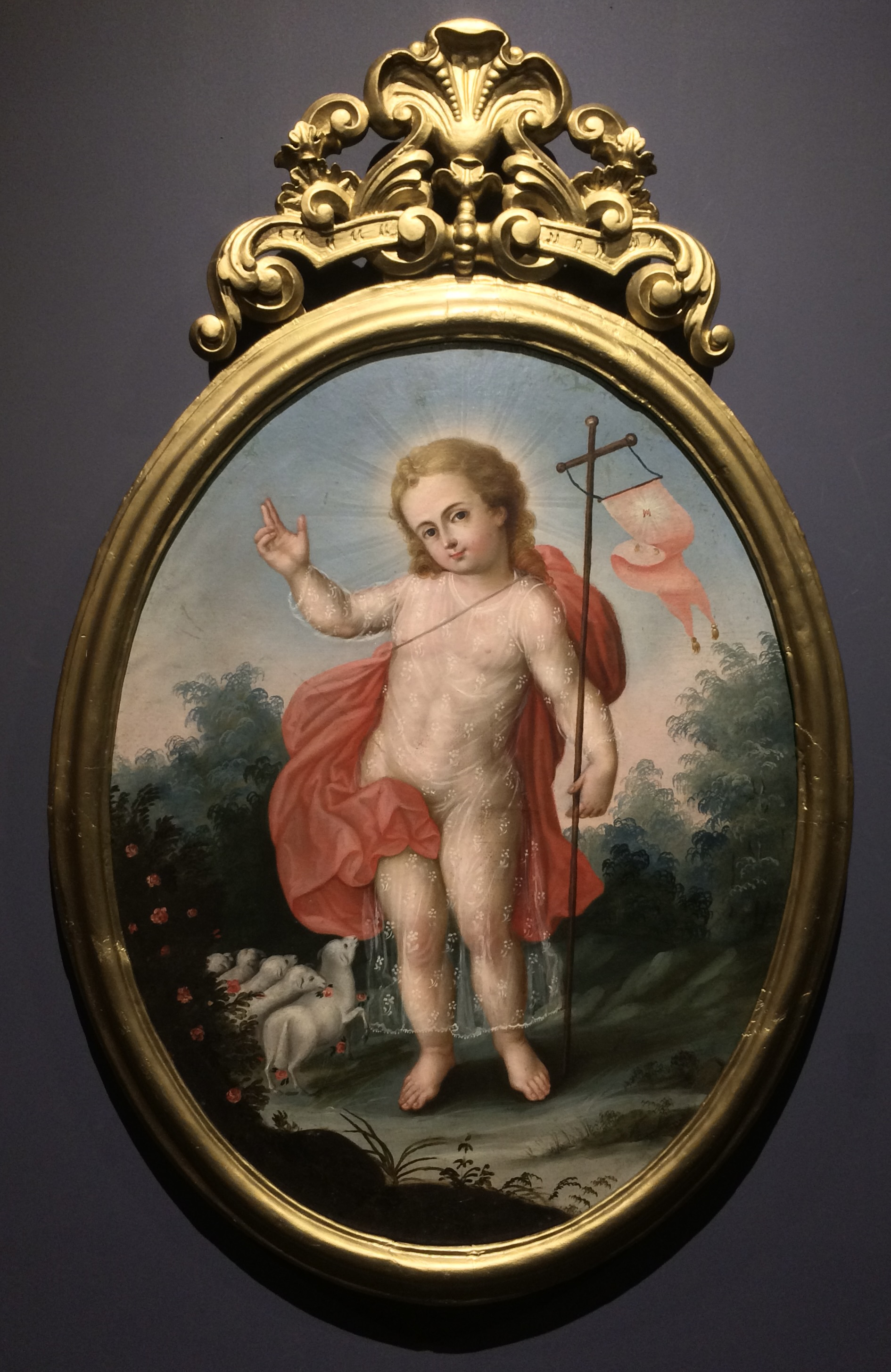
Niño Dios de Manuel de Samaniego. MuNa, Quito.
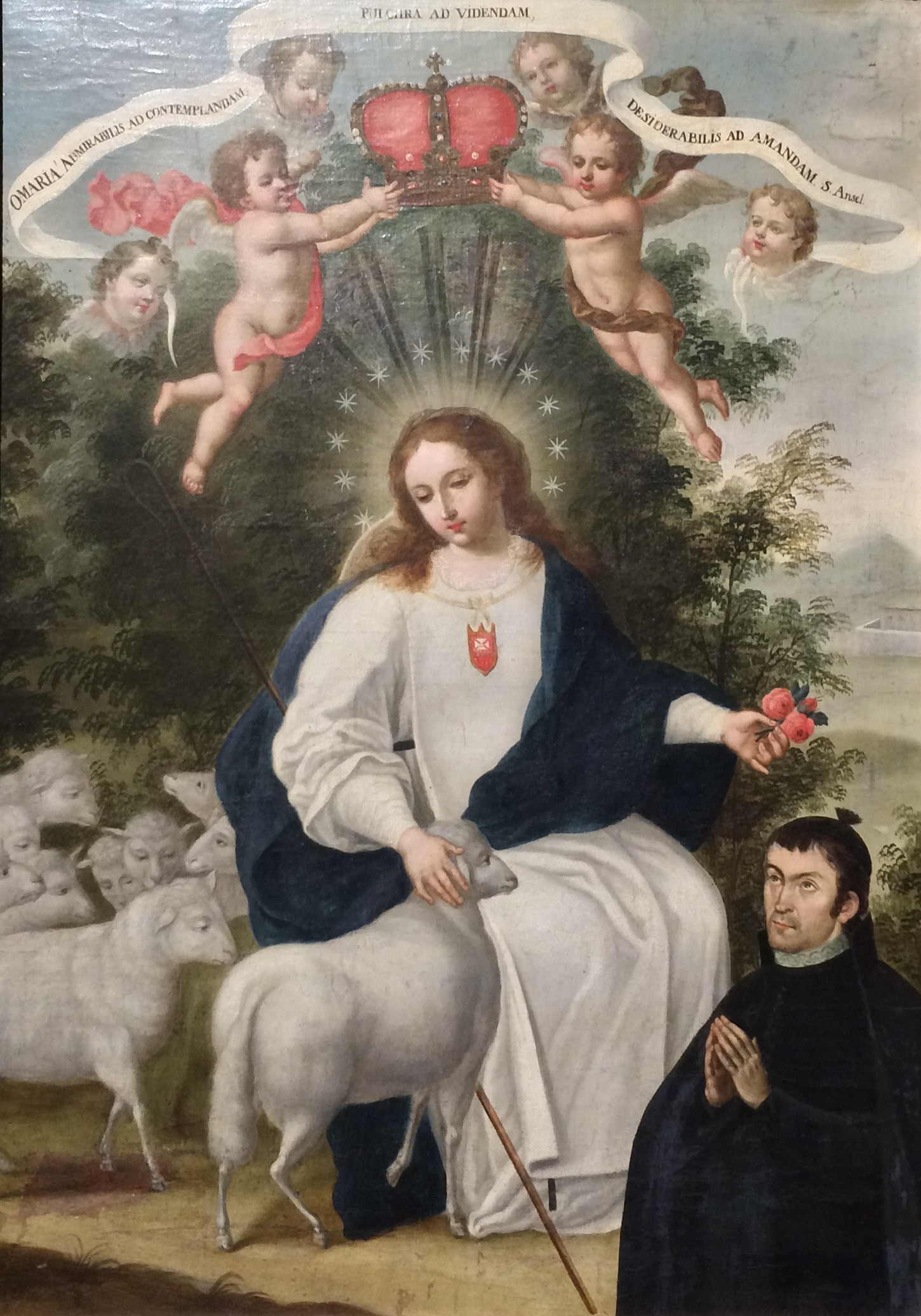
Divina pastora con donante de Manuel Samaniego. MuNa, Quito.
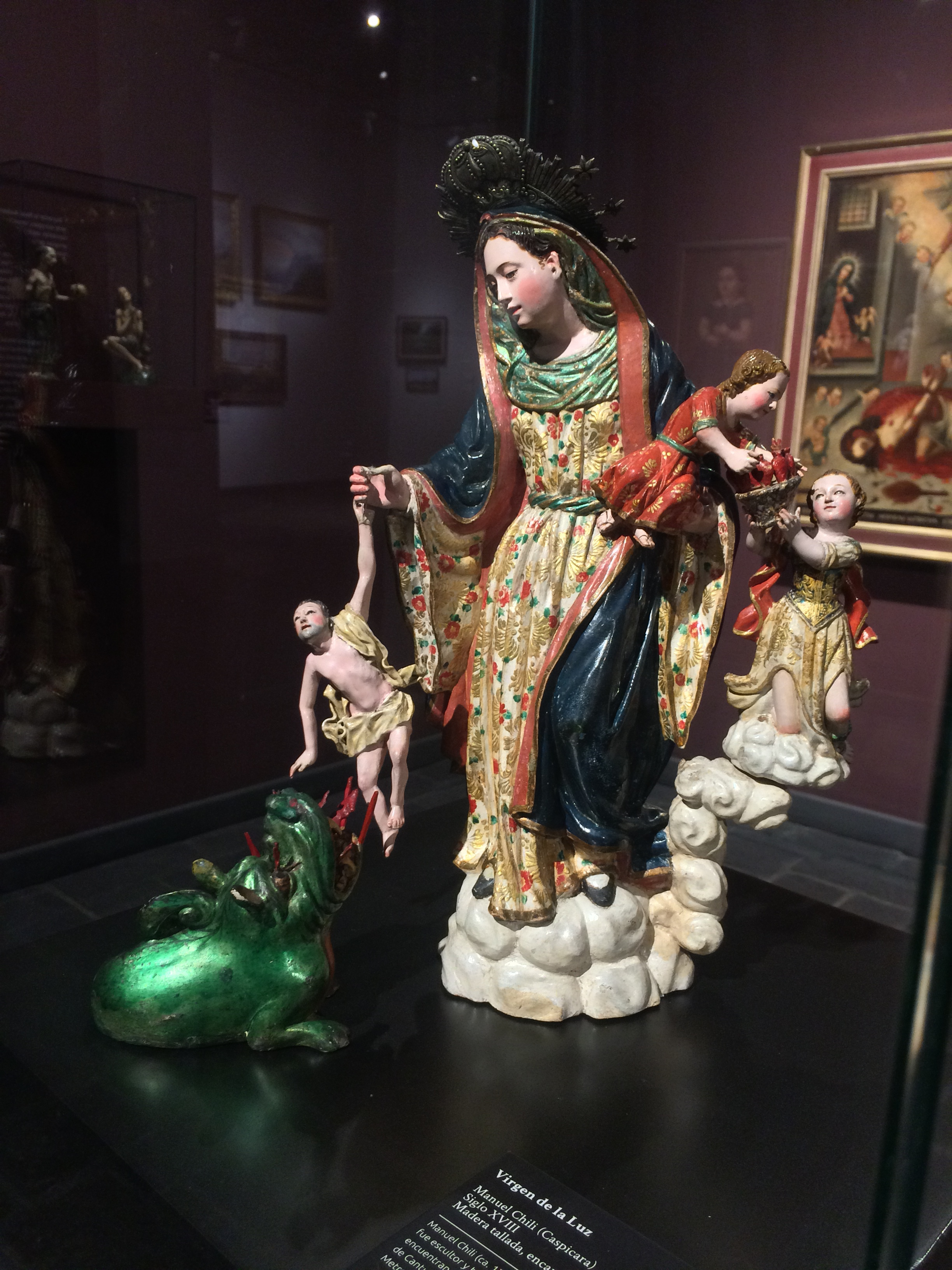
Virgen de la Luz de Manuel Chili "Caspicara". MuNa, Quito.
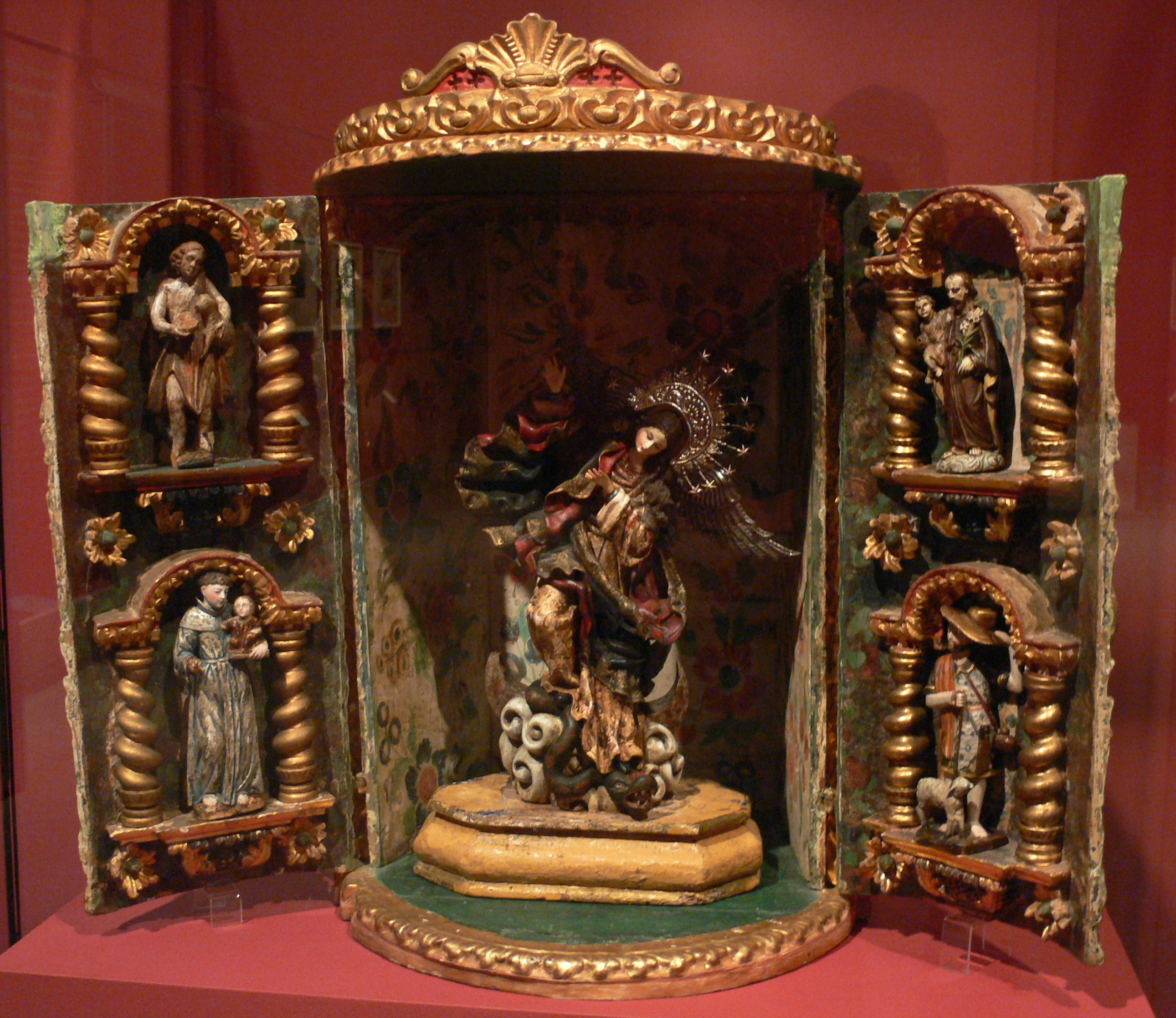
Altar de casa con la Virgen de Legarda en el Museo Etnológico de Berlín.

### sigloXIX

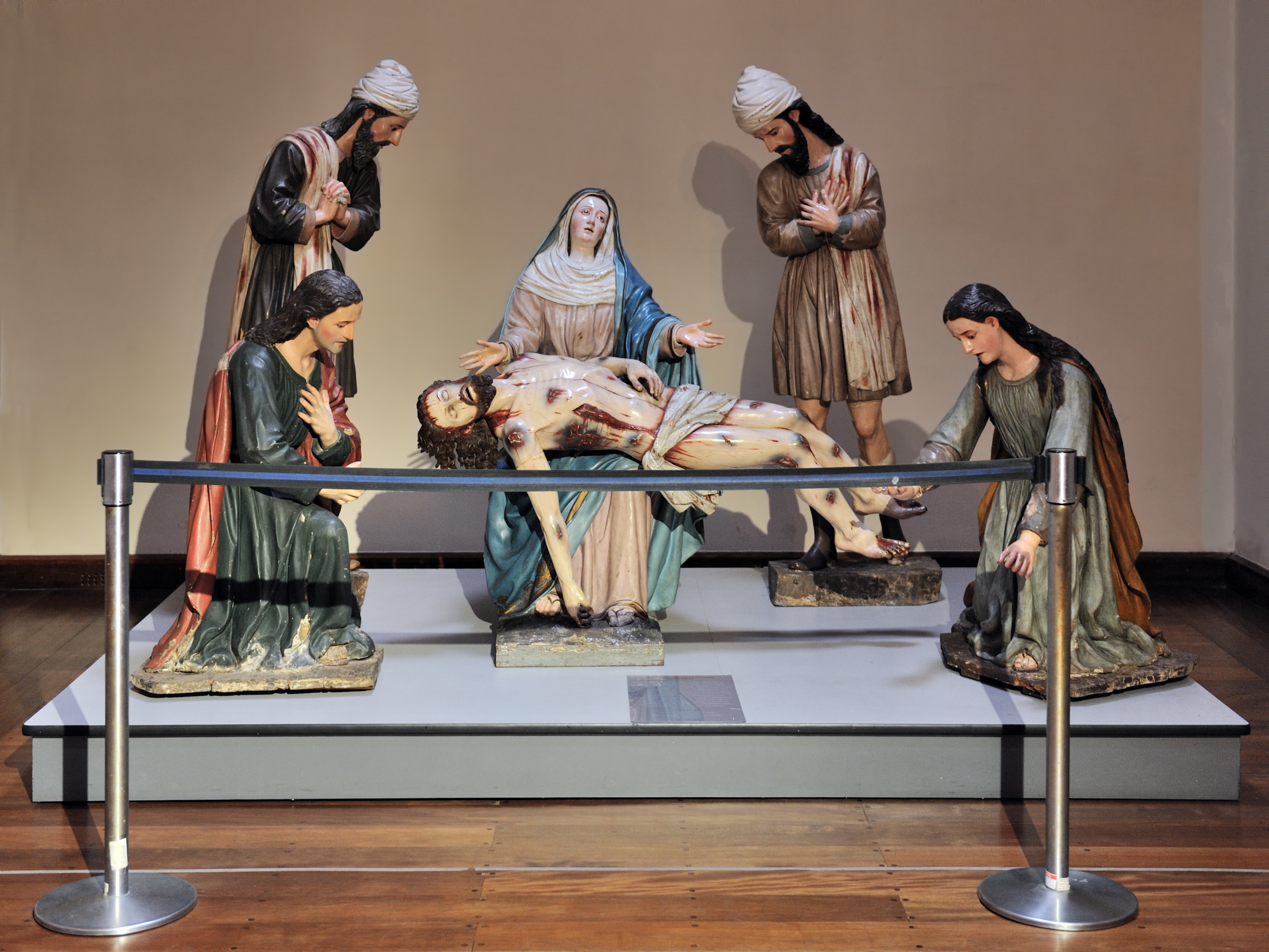
La Piedad. Gaspar Zangurima,.

Fue la última etapa de la Escuela Quiteña, y duró hasta alrededor de 1830 cuando nace la República del Ecuador. Muchos de sus artistas lograron sobrevivir algún tiempo después gracias a la fama que había logrado la Escuela y los bajos costos de producción, pero no por mucho. Debieron entonces trasladarse a varias de las nuevas naciones que habían surgido en el continente, siendo Colombia, Venezuela y Chile las más recurrentes. Allí se desarrollaron como maestros de arte y fundaron liceos y academias. 
Artistas importantes de este último período son:
- Manuel de Samaniego (pintura)
- José Cortés de Alcocer (pintura)
- José Miguel Vélez (escultura)

## Técnicas y materiales tradicionales preservados
La Escuela de Arte Quiteño continúa preservando y enseñando técnicas tradicionales que tienen más de 300 años, las mismas que fueron empleadas por los artistas de la histórica Escuela Quiteña. Entre las técnicas destacadas se encuentra el uso de la vejiga de cordero, un método utilizado para abrillantar las manos y los rostros de las esculturas de madera, logrando un tono especial similar al de la piel humana y resaltando los detalles de las obras.
Otra técnica significativa es la colocación de ojos de vidrio en las esculturas, que implica la fusión de cristales para otorgar una apariencia más realista a las figuras religiosas. Además, se emplea el método del chinesco, que consiste en colocar una lámina de plata bajo las capas de color para crear un brillo particular en las esculturas, acentuando su impacto visual.
Estas técnicas se complementan con el uso de herramientas tradicionales como la piedra de ágata y las gubias de madera, instrumentos que han sido esenciales en la creación artística durante siglos. En la Escuela de Arte Quiteño, estas prácticas siguen vigentes, enseñándose a los estudiantes y conectando el presente con el rico legado artístico de los siglos XVII y XVIII, manteniendo viva una tradición que define la identidad cultural de Quito.

## Características
Como fruto del sincretismo cultural y del mestizaje las obras de la Escuela Quiteña se caracterizan por la combinación y adaptación de rasgos europeos e indigenistas y en sus etapas refleja todos los estilos imperantes en cada época en España y así tiene elementos renacentistas y manieristas; durante su apogeo es eminentemente barroca concluyendo con una corta etapa rococó que desemboca en un incipiente neoclasicismo hacia la fase de transición a la etapa republicana.
Además de los aportes españoles, recibe múltiples influencias flamencas, italianas y moriscas, las cuales íntimamente enraizadas en la tradición indo-americana, le dan una particularidad especial, diversa de sus fuentes, pues su resultado es mestizo.
Una de sus características comunes de la Escuela es su «técnica de encarnado» (como se llama en pintura y escultura a la simulación del color de la carne del cuerpo humano) que da una apariencia más natural a la piel del rostro de las esculturas. una vez que la pieza estaba tallada y perfectamente lijada, el oficial del taller procedía a recubrir la madera con varias capas de yeso con cola; luego de cada capa, se pulía perfectamente hasta conseguir un acabado perfectamente liso; luego de lo cual se daba el color en varias capas sumamente fluidas que se transparentaban permitiendo la mezcla óptica de los colores superpuestos; se iniciaba con los colores de sombras (azules, verdes, ocres); luego se daban los colores claros (blanco, rosa, amarillo); para terminar con los colores de resalte (naranja y rojo) para las mejillas sonrosadas, las rodillas y codos de los niños; azul oscuro, verde, violeta, para las heridas y moretones de los cristos o para las sombras de la barba incipiente de personajes imberbes. Finalmente se golpeaba la escultura con la vejiga de un cordero y saliva, para darle un brillo desconocido en Europa.
Además de sus obras de perfecta proporción anatómica, otro mérito de la Escuela Quiteña fue el descubrimiento de nuevos pigmentos, los ocres oscuros se conseguían a partir de huesos de animales, los ocres bermellones del ataco y achiote y colores más fuertes eran obtenidos de insectos como la cochinilla. Otra característica es la representación serpenteante del movimiento de los cuerpos, en las esculturas principalmente; al igual que la aplicación primero de pan de oro o de plata y luego a una pintura aguada que permite que el brillo metálico dé una apariencia especial.
Las características que denotan su raigambre indígena son:
- Se da una "quiteñización" de los personajes, muchos tienen rasgos mestizos y atuendos locales;
- Aparecen con frecuencia costumbres ancestrales aborígenes;
- Las escenas se ubican en un ambiente propio del paisaje andino, de sus ciudades, de su arquitectura;
- Existe la presencia de fauna local (llamas en lugar de camellos y caballos; cuy en sustitución del Cordero Pascual; monos, zarigüeyas, tapires, felinos, junto con los clásicos borregos de los pastores, etc.), y la flora nativa se descubre en guirnaldas, bordados, incrustaciones, platería, tallas, etc.) al igual que la adopción de plantas vernáculas sustituyendo las de la iconografía tradicional europea; · en escultura y pintura hay presencia de personajes y costumbres propios del medio; · el ejecutor de la obra de arte es el artesano local, de milenaria tradición artística propia; se da una adopción por "naturalización" de los santos europeos, por ejemplo, San Jacinto de Polonia se conoce como San Jacinto de Yaguachi.[4]